# Høvåg
Høvåg är en tätort i Lillesands kommun i Agder fylke i södra Norge. Orten utgjorde tidigare centralort i dåvarande Høvågs kommun. Kommunen upprättades 1865 genom utbrytning ur Vestre Molands kommun, och slogs 1962 tillsammans med Vestre Molands kommun och ett mindre område av Eide kommun ihop med Lillesands kommun. Före sammanslagningen var Høvågs kommun 77 km² stor. Idag utgör Høvåg en socken inom Lillesands kommun. Väster om Høvåg ligger bågbron Høvåg bru, och i samhället återfinns den medeltida stenkyrkan Høvågs kyrka.
Namnet Høvåg kommer av fornnordiskans Høyvágar, av substantiven høy, 'hög', och vágr, 'våg, vik'.
Författaren Gabriel Scotts far blev på 1880-talet sockenpräst i Høvåg, och det var här som Scott lärde känna det sørlandska landskapet som han senare skulle skildra i sitt författarskap.

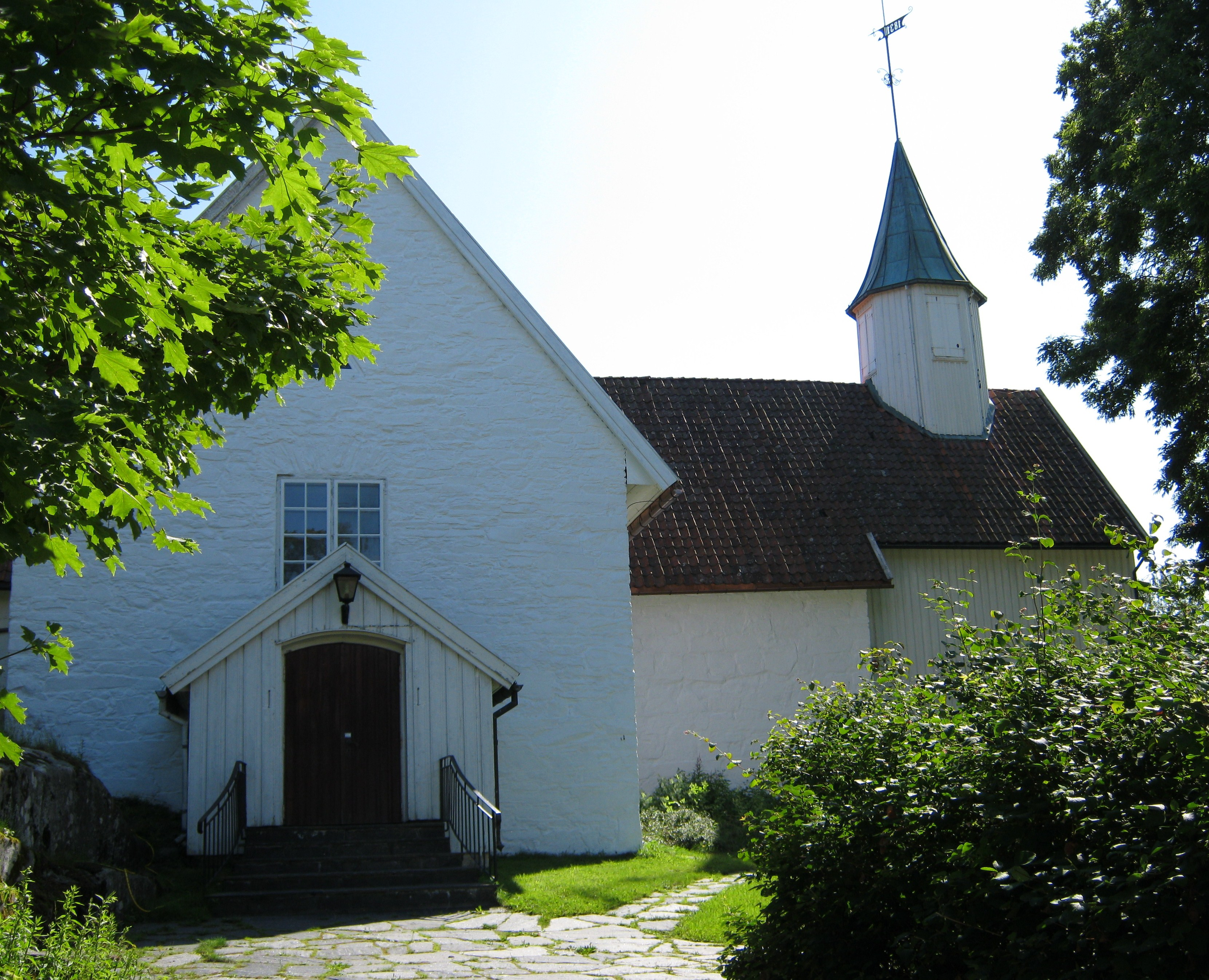
Høvågs kyrka.